# Uncial 075
Uncial 075 (numeração de Gregory-Aland), Οπ3 (von Soden), é um manuscrito uncial grego do Novo Testamento. A paleografia data o codex para o século 10.

## Descoberta
Codex contém o texto dos Epístolas paulinas, em 333 folhas de pergaminho (27 x 19 cm), e foi escrito com dua colunas por página, contendo 34 linhas cada.
O texto grego desse códice é um representante do Texto-tipo misto. Aland colocou-o na Categoria III.
Actualmente acha-se no Biblioteca Nacional da Grécia (Gr. 100, fol. 46-378) in Atenas.